# Myriotrema multicavum
Myriotrema multicavum är en lavart som beskrevs av Hale 1981. Myriotrema multicavum ingår i släktet Myriotrema och familjen Thelotremataceae.   Inga underarter finns listade i Catalogue of Life.